# Limnophila eutheta
Limnophila eutheta är en tvåvingeart som beskrevs av Alexander 1936. Limnophila eutheta ingår i släktet Limnophila och familjen småharkrankar. Inga underarter finns listade i Catalogue of Life.